# Ich bin ein Star – Holt mich hier raus!/Staffel 6
Die sechste Staffel der deutschen Reality-Show Ich bin ein Star – Holt mich hier raus! wurde vom 13. bis 28. Januar 2012 ausgestrahlt. 
Am 28. Januar 2012 standen Brigitte Nielsen, Kim Gloss und Rocco Stark im Finale, von denen Erstere zur Dschungelkönigin gewählt wurde.

## Ablauf
Nach dreitägigem Dauerregen in weiten Teilen Ostaustraliens während der zweiten Ausstrahlungswoche wurden Zufahrtsstraßen und Brücken zum Camp derart überschwemmt, dass das Produktionsteam wie auch die Moderatoren und Kandidaten von der Außenwelt abgeschnitten waren. RTL teilte mit, dass man u. a. einen Abbruch der Sendung in Betracht ziehe. Ab dem 27. Januar war das Camp wieder über Umwege erreichbar. Da aufgrund der Umstände auch die für den 25. Januar vorbereitete Dschungelprüfung nicht hätte stattfinden können, wurde sie durch eine weniger aufwändige Herausforderung direkt im Camp ersetzt. Die Dschungelprüfung vom 27. Januar wurde aus denselben Gründen ins Baumhaus der Moderatoren verlegt.
Des Weiteren sorgte Kandidat Vincent Raven mit kritischen Äußerungen über Frauen in Führungspositionen für Aufsehen.

## Teilnehmer

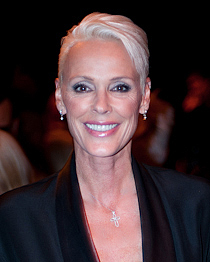
Brigitte Nielsen: Dschungelkönigin der sechsten Staffel

| Platz | Teilnehmer                 | Bekannt als |
| ----- | -------------------------- | --- |
| 01    | Brigitte Nielsen           | Schauspielerin, Model                                                                                            |
| 02    | Kim Gloss                  | Sängerin, Kandidatin bei Deutschland sucht den Superstar                                                         |
| 03    | Rocco Stark                | Schauspieler, Sohn von Uwe Ochsenknecht                                                                          |
| 04    | Micaela Schäfer            | Erotik-Model, DJane, Kandidatin bei Germany’s Next Topmodel                                                      |
| 05    | Vincent Raven              | Magier, Paragnostiker, Gewinner der 1. Staffel The next Uri Geller                                               |
| 06    | Aílton                     | Ehemaliger Profifußballer, im Jahr 2004 „Torschützenkönig der Bundesliga“, „Fußballer des Jahres“ in Deutschland |
| 07    | Radost Bokel               | Schauspielerin, Kinderstar als Darstellerin der Titelrolle in dem Film Momo                                      |
| 08    | Marlene „Jazzy“ Tackenberg | Sängerin, ehemaliges Mitglied der Band Tic Tac Toe                                                               |
| 09    | Ramona Leiß                | Moderatorin (u. a. von 1993 bis 1999 im ZDF-Fernsehgarten), Schauspielerin                                       |
| 10    | Daniel Lopes               | Sänger, Kandidat bei Deutschland sucht den Superstar, Das Supertalent                                            |
| 11 1  | Martin Kesici              | Sänger, Radiomoderator, Gewinner der 1. Staffel Star Search                                                      |

## Abstimmungsergebnisse
| Abstimmungsergebnisse der sechsten Staffel | Abstimmungsergebnisse der sechsten Staffel | Abstimmungsergebnisse der sechsten Staffel | Abstimmungsergebnisse der sechsten Staffel | Abstimmungsergebnisse der sechsten Staffel | Abstimmungsergebnisse der sechsten Staffel | Abstimmungsergebnisse der sechsten Staffel | Abstimmungsergebnisse der sechsten Staffel | Abstimmungsergebnisse der sechsten Staffel | Abstimmungsergebnisse der sechsten Staffel | Abstimmungsergebnisse der sechsten Staffel |
| Platz                                      | 20.01.2012                                 | 21.01.2012                                 | 22./23.01.2012                             | 24.01.2012                                 | 25.01.2012                                 | 26.01.2012                                 | 27.01.2012                                 | 28.01.2012 Vorfinale                       | 28.01.2012 Finale                          |                                            |
| ------------------------------------------ | ------------------------------------------ | ------------------------------------------ | ------------------------------------------ | ------------------------------------------ | ------------------------------------------ | ------------------------------------------ | ------------------------------------------ | ------------------------------------------ | ------------------------------------------ | ------------------------------------------ |
| 01                                         | Nielsen 38,50 %                            | Nielsen 35,80 %                            | Nielsen 34,98 %                            | Nielsen 35,77 %                            | Nielsen 41,97 %                            | Nielsen 54,70 %                            | Nielsen 36,63 %                            | Nielsen 49,65 %                            | Nielsen 56,73 %                            |                                            |
| 02                                         | Stark 14,15 %                              | Stark 22,98 %                              | Stark 24,17 %                              | Gloss 19,53 %                              | Stark 18,78 %                              | Stark 15,71 %                              | Gloss 30,48 %                              | Gloss 33,65 %                              | Gloss 43,27 %                              |                                            |
| 03                                         | Schäfer 8,12 %                             | Gloss 11,51 %                              | Schäfer 11,68 %                            | Stark 19,42 %                              | Gloss 13,70 %                              | Gloss 12,00 %                              | Stark 16,88 %                              | Stark 16,70 %                              |                                            |                                            |
| 04                                         | Gloss 7,68 %                               | Aílton 8,78 %                              | Gloss 8,70 %                               | Schäfer 10,45 %                            | Schäfer 11,32 %                            | Schäfer 9,53 %                             | Schäfer 16,59 %                            |                                            |                                            |                                            |
| 05                                         | Bokel 6,87 %                               | Schäfer 6,10 %                             | Aílton 6,18 %                              | Raven 5,25 %                               | Raven 7,33 %                               | Raven 8,06 %                               |                                            |                                            |                                            |                                            |
| 06                                         | Aílton 6,22 %                              | Raven 5,09 %                               | Raven 5,98 %                               | Aílton 5,22 %                              | Aílton 6,90 %                              |                                            |                                            |                                            |                                            |                                            |
| 07                                         | Raven 5,38 %                               | Bokel 3,90 %                               | Bokel 5,46 %                               | Bokel 4,36 %                               |                                            |                                            |                                            |                                            |                                            |                                            |
| 08                                         | Leiß 5,11 %                                | Jazzy 3,54 %                               | Jazzy 2,85 %                               |                                            |                                            |                                            |                                            |                                            |                                            |                                            |
| 09                                         | Jazzy 4,18 %                               | Leiß 2,30 %                                |                                            |                                            |                                            |                                            |                                            |                                            |                                            |                                            |
| 10                                         | Lopes 3,79 %                               |                                            |                                            |                                            |                                            |                                            |                                            |                                            |                                            |                                            |
| 11                                         | Kesici (freiwillig)                        |                                            |                                            |                                            |                                            |                                            |                                            |                                            |                                            |                                            |

## Dschungelprüfungen
Von den 149 Rationen bzw. Sterne erspielten die Kandidaten insgesamt 101 Rationen bzw. Sterne. Somit wurden 67,78 % aller Rationen bzw. Sterne erspielt. Das einzige Mal in der Geschichte der Show wurden bei der ersten Dschungelprüfung alle Rationen bzw. Sterne erspielt.
| Dschungelprüfungen der sechsten Staffel | Dschungelprüfungen der sechsten Staffel                                        | Dschungelprüfungen der sechsten Staffel | Dschungelprüfungen der sechsten Staffel |
| Datum                                   | Kandidat(en)                                                                   | Prüfung                                 | Erspielte Rationen (Sterne) |
| --------------------------------------- | ------------------------------------------------------------------------------ | --------------------------------------- | --- |
| 13. Januar 2012                         | Micaela Schäfer Rocco Stark                                                    | „Urwaldklinik“                          | · (Schäfer , Stark ) |
| 14. Januar 2012                         | Kim Gloss                                                                      | „Fahrstuhl zur Hölle“                   | Sternsymbol · Sternsymbol · Sternsymbol · Sternsymbol · Sternsymbol · Sternsymbol · Sternsymbol · Sternsymbol · Sternsymbol · Sternsymbol · Sternsymbol |
| 15. Januar 2012                         | Daniel Lopes                                                                   | „Labyrinth des Grauens“                 | Sternsymbol · Sternsymbol · Sternsymbol · Sternsymbol · Sternsymbol · Sternsymbol · Sternsymbol · Sternsymbol · Sternsymbol · Sternsymbol · Sternsymbol |
| 16. Januar 2012                         | Jazzy                                                                          | „Gute Mine zum bösen Spiel“             | Sternsymbol · Sternsymbol · Sternsymbol · Sternsymbol · Sternsymbol · Sternsymbol · Sternsymbol · Sternsymbol · Sternsymbol · Sternsymbol · Sternsymbol |
| 17. Januar 2012                         | Ramona Leiß Vincent Raven                                                      | „Dschungel-Weihnachtsmarkt“             | · (Leiß , Raven ) |
| 18. Januar 2012                         | Ramona Leiß Aílton                                                             | „Ein Fall für Zwei“                     | Sternsymbol · Sternsymbol · Sternsymbol · Sternsymbol · Sternsymbol · Sternsymbol · Sternsymbol · Sternsymbol · Sternsymbol · Sternsymbol · Sternsymbol |
| 19. Januar 2012                         | Martin Kesici                                                                  | „Telefon des Grauens“                   | Sternsymbol · Sternsymbol · Sternsymbol · Sternsymbol · Sternsymbol · Sternsymbol · Sternsymbol · Sternsymbol · Sternsymbol · Sternsymbol · Sternsymbol |
| 20. Januar 2012                         | Brigitte Nielsen                                                               | „Winterschlussverkauf“                  | Sternsymbol · Sternsymbol · Sternsymbol · Sternsymbol · Sternsymbol · Sternsymbol · Sternsymbol · Sternsymbol · Sternsymbol · Sternsymbol               |
| 21. Januar 2012                         | Rocco Stark Kim Gloss (Begleitung)                                             | „Friedhof der Untoten“                  | · (Stark , Gloss ) |
| 22. Januar 2012                         | Micaela Schäfer                                                                | „Die letzte Ölung“                      | Sternsymbol · Sternsymbol · Sternsymbol · Sternsymbol · Sternsymbol · Sternsymbol · Sternsymbol · Sternsymbol                                           |
| 23. Januar 2012                         | Rocco Stark                                                                    | „Wenn die Gondeln Trauer tragen“        | Sternsymbol · Sternsymbol · Sternsymbol · Sternsymbol · Sternsymbol · Sternsymbol · Sternsymbol · Sternsymbol                                           |
| 24. Januar 2012                         | Radost Bokel Kim Gloss (Begleitung)                                            | „Dschungel-Imbiss“                      | · (Bokel , Gloss ) |
| 25. Januar 2012                         | Brigitte Nielsen, Vincent Raven Kim Gloss, Rocco Stark Aílton, Micaela Schäfer | (kein Titel)                            | · (Nielsen, Raven · Gloss, Stark · Aílton, Schäfer ) |
| 26. Januar 2012                         | Brigitte Nielsen                                                               | „Bruchlandung“                          | Sternsymbol · Sternsymbol · Sternsymbol · Sternsymbol · Sternsymbol                                                                                     |
| 27. Januar 2012                         | Kim Gloss                                                                      | „Die Glocke“                            | Sternsymbol · Sternsymbol · Sternsymbol · Sternsymbol                                                                                                   |
| 28. Januar 2012                         | Rocco Stark                                                                    | „Kampfgeist“                            | Sternsymbol · Sternsymbol · Sternsymbol · Sternsymbol · Sternsymbol                                                                                     |
| 28. Januar 2012                         | Brigitte Nielsen                                                               | „Risikobereitschaft“                    | Sternsymbol · Sternsymbol · Sternsymbol · Sternsymbol · Sternsymbol                                                                                     |
| 28. Januar 2012                         | Kim Gloss                                                                      | „Abenteuerlust“                         | Sternsymbol · Sternsymbol · Sternsymbol · Sternsymbol · Sternsymbol                                                                                     |

## Einschaltquoten
Die sechste Staffel wurde im Durchschnitt von 6,57 Millionen Menschen gesehen, dies führt zu einem Marktanteil von 26,7 Prozent. In der Zielgruppe der 14- bis 49-Jährigen wurde ein durchschnittlicher Marktanteil von 37,5 Prozent erreicht, bei durchschnittlich 3,96 Millionen.
| Quoten der sechsten Staffel                            | Quoten der sechsten Staffel | Quoten der sechsten Staffel | Quoten der sechsten Staffel | Quoten der sechsten Staffel      | Quoten der sechsten Staffel    |
| Folge                                                  | Erstausstrahlung            | Zuschauerzahl ab 3 Jahren   | Marktanteil ab 3 Jahren     | Zuschauerzahl 14- bis 49-Jährige | Marktanteil 14- bis 49-Jährige |
| ------------------------------------------------------ | --------------------------- | --------------------------- | --------------------------- | -------------------------------- | ------------------------------ |
| Folgen mit Abstimmung „Wer muss zur Dschungelprüfung?“ |                             |                             |                             |                                  |                                |
| Folge 1                                                | Fr, 13. Januar 2012         | 6,88 Mio.                   | 24,7 %                      | 4,29 Mio.                        | 36,1 %                         |
| Folge 2                                                | Sa, 14. Januar 2012         | 6,22 Mio.                   | 23,2 %                      | 3,73 Mio.                        | 34,1 %                         |
| Folge 3                                                | So, 15. Januar 2012         | 5,44 Mio.                   | 21,2 %                      | 3,54 Mio.                        | 31,2 %                         |
| Folge 4                                                | Mo, 16. Januar 2012         | 6,63 Mio.                   | 28,6 %                      | 3,74 Mio.                        | 37,5 %                         |
| Folge 5                                                | Di, 17. Januar 2012         | 6,20 Mio.                   | 29,4 %                      | 3,81 Mio.                        | 41,8 %                         |
| Folge 6                                                | Mi, 18. Januar 2012         | 6,31 Mio.                   | 25,9 %                      | 3,68 Mio.                        | 35,5 %                         |
| Folge 7                                                | Do, 19. Januar 2012         | 6,05 Mio.                   | 25,0 %                      | 3,49 Mio.                        | 34,1 %                         |
| Folgen mit Abstimmung „Wer soll im Camp bleiben?“      |                             |                             |                             |                                  |                                |
| Folge 8                                                | Fr, 20. Januar 2012         | 6,55 Mio.                   | 25,9 %                      | 3,86 Mio.                        | 35,9 %                         |
| Folge 9                                                | Sa, 21. Januar 2012         | 6,48 Mio.                   | 25,1 %                      | 3,92 Mio.                        | 35,8 %                         |
| Folge 10                                               | So, 22. Januar 2012         | 6,54 Mio.                   | 23,7 %                      | 4,19 Mio.                        | 35,1 %                         |
| Folge 11                                               | Mo, 23. Januar 2012         | 7,16 Mio.                   | 30,0 %                      | 4,15 Mio.                        | 40,2 %                         |
| Folge 12                                               | Di, 24. Januar 2012         | 6,59 Mio.                   | 31,1 %                      | 4,01 Mio.                        | 42,6 %                         |
| Folge 13                                               | Mi, 25. Januar 2012         | 6,91 Mio.                   | 29,0 %                      | 4,06 Mio.                        | 40,2 %                         |
| Folge 14                                               | Do, 26. Januar 2012         | 6,49 Mio.                   | 27,3 %                      | 3,82 Mio.                        | 37,0 %                         |
| Folge 15                                               | Fr, 27. Januar 2012         | 6,34 Mio.                   | 25,5 %                      | 3,69 Mio.                        | 34,1 %                         |
| Finale                                                 |                             |                             |                             |                                  |                                |
| Folge 16                                               | Sa, 28. Januar 2012         | 7,43 Mio.                   | 29,4 %                      | 4,51 Mio.                        | 42,5 %                         |
| Das große Wiedersehen                                  |                             |                             |                             |                                  |                                |
| —                                                      | So, 29. Januar 2012         | 4,35 Mio.                   | 11,8 %                      | 2,72 Mio.                        | 17,7 %                         |

## Zusätzliche Sendungen im TV
- 29. Januar 2012: Ich bin ein Star – Holt mich hier raus! – Das große Wiedersehen mit Sonja Zietlow und Dirk Bach (RTL)

## Trivia
Der Titelsong war eine abgewandelte Version des Songs Wildes Ding von Culcha Candela.
Schauspielerin Brigitte Nielsen erhielt für ihre Teilnahme eine Gage in Höhe von 150.000 € und war damit bis dato die höchstverdienende Kandidatin in der Geschichte des Formats; die restlichen Kandidaten erhielten Medienberichten zufolge zwischen 30.000 € und 60.000 €.